# Cabinet Rüttgers
Land de Rhénanie
-du-Nord-Westphalie
Steinbrück Kraft I
Le cabinet Rüttgers (en allemand : Kabinett Rüttgers) est le gouvernement du Land de Rhénanie-du-Nord-Westphalie entre le 24 juin 2005 et le 15 juillet 2010, durant la quatorzième législature du Landtag.

## Coalition et historique
Dirigé par le nouveau ministre-président chrétien-démocrate Jürgen Rüttgers, ce gouvernement est constitué et soutenu par une « coalition noire-jaune » entre l'Union chrétienne-démocrate d'Allemagne (CDU) et le Parti libéral-démocrate (FDP). Ensemble, ils disposent de 101 députés sur 187, soit 54 % des sièges du Landtag.
Il est formé à la suite des élections législatives régionales du 22 mai 2005 et succède au gouvernement du social-démocrate Peer Steinbrück, constitué et soutenu par une « coalition rouge-verte » entre le Parti social-démocrate d'Allemagne (SPD) et l'Alliance 90 / Les Verts (Grünen). Au cours du scrutin, la CDU passe devant le SPD, pour la première fois depuis 1975. Avec l'appui du FDP, elle parvient à retrouver la direction de l'exécutif, dont elle était exclue depuis 1966. Cette déroute sans précédent des sociaux-démocrates amène d'ailleurs à la convocation d'élections fédérales anticipées quatre mois plus tard.
Lors des élections du 9 mai 2010, le très fort recul enregistré par les chrétiens-démocrates entraîne la perte de la majorité pour le gouvernement. Au bout de deux mois et demi de négociations, il cède finalement sa place au premier cabinet de la sociale-démocrate Hannelore Kraft, constitué d'une « coalition rouge-verte » appuyée par Die Linke.

## Composition

### Initiale (24 juin 2005)
| Fonction | Titulaire | Titulaire                                                                                           | Parti |
| --- | --------- | --------------------------------------------------------------------------------------------------- | ----- |
| Ministre-président |           | Jürgen Rüttgers                                                                                     | CDU   |
| Vice-ministre-président Ministre de l'Innovation, de la Science, de la Recherche et de la Technologie                   |           | Andreas Pinkwart                                                                                    | FDP   |
| Ministre des Finances                                                                                                   |           | Helmut Linssen                                                                                      | CDU   |
| Ministre de l'Intérieur                                                                                                 |           | Ingo Wolf                                                                                           | FDP   |
| Ministre de la Justice                                                                                                  |           | Roswitha Müller-Piepenkötter                                                                        | CDU   |
| Ministre du Travail, de la Santé et des Affaires sociales                                                               |           | Karl-Josef Laumann                                                                                  | CDU   |
| Ministre des Générations, de la Famille, des Femmes et de l'Intégration                                                 |           | Armin Laschet                                                                                       | CDU   |
| Ministre de l'Éducation et de la Formation professionnelle                                                              |           | Barbara Sommer                                                                                      | CDU   |
| Ministre des Affaires fédérales et européennes Ministre des Affaires fédérales, européennes, et des Médias (29/01/2008) |           | Michael Breuer jusqu'au 23/10/2007 Andreas Krautscheid jusqu'au 08/03/2010 Intérim de Armin Laschet | CDU   |
| Ministre de l'Environnement, de l'Agriculture, de la Protection de la Nature et des consommateurs                       |           | Eckhard Uhlenberg                                                                                   | CDU   |
| Ministre des Travaux publics et des Transports                                                                          |           | Oliver Wittke jusqu'au 11/02/2009 Lutz Lienenkämper à partir du 03/03/2009                          | CDU   |
| Ministre de l'Économie, des Petites et moyennes entreprises et de l'Énergie                                             |           | Christa Thoben                                                                                      | CDU   |